# Viktor Igorevics Modzolevszkij
Viktor Igorevics Modzolevszkij (oroszul: Виктор Игоревич Модзолевский) (Aktyubinszk, 1943. április 13. – Borscsevoje, 2011. november 20.) szovjet színekben világbajnok, olimpiai ezüstérmes orosz párbajtőrvívó.